# Jimmy Vesey
James „Jimmy“ Vesey junior (* 26. Mai 1993 in Boston, Massachusetts) ist ein US-amerikanischer Eishockeyspieler, der seit August 2025 beim Genève-Servette HC aus der Schweizer National League unter Vertrag steht. Zuvor war der linke Flügelstürmer bereits zweimal für die New York Rangers aktiv, verbrachte jeweils eine Saison bei den Buffalo Sabres sowie New Jersey Devils und spielte kurzzeitig für die Toronto Maple Leafs, Vancouver Canucks und Colorado Avalanche in der National Hockey League (NHL).

## Karriere

### Jugend und College
Jimmy Vesey wurde in Boston geboren und wuchs in dessen Vorort North Reading auf. In seiner Jugend besuchte er die Belmont Hill School in Belmont und spielte für deren Eishockey-Team in der regionalen High-School-Liga. Mit der Saison 2011/12 wechselte er in die Eastern Junior Hockey League (EJHL) und verbrachte dort eine Spielzeit bei den South Shore Kings, wobei er die Liga in Toren (48) und Punkten (91) anführte und in der Folge als wertvollster Spieler ausgezeichnet wurde. Im anschließenden NHL Entry Draft 2012 wählten ihn die Nashville Predators an 66. Position aus. Im Sommer 2012 wechselte Vesey an die Harvard University, wo er ein Studium der Verwaltungswissenschaften (engl. government) begann und parallel für deren Universitäts-Mannschaft, die Harvard Crimson, in der ECAC spielte. Bereits in seiner ersten Saison kam der linke Flügelstürmer auf elf Tore und sieben Vorlagen in 27 Spielen, sodass er als Rookie des Jahres der Ivy League ausgezeichnet sowie ins All-Rookie Team der ECAC gewählt wurde. Darüber hinaus nahm er über den Jahreswechsel mit der U20-Nationalmannschaft der USA an der U20-Weltmeisterschaft 2013 teil und gewann dort mit dem Team die Goldmedaille.
Der Durchbruch in Harvard gelang Vesey in der Saison 2014/15, als er seine persönliche Statistik auf 58 Scorerpunkte aus 37 Spielen steigerte und mit den Crimson die Meisterschaft der ECAC gewann. Ferner wurde er zum ECAC-Spieler des Jahres gekürt und ins ECAC First All-Star Team berufen. Anschließend boten ihm die Nashville Predators einen Vertrag an, sodass er mit dem Team die letzten Spiele der regulären Saison absolvieren und an den Playoffs der National Hockey League (NHL) teilnehmen sollte. Vesey entschied sich jedoch gegen dieses Angebot bzw. für ein viertes und letztes College-Jahr sowie damit gleichbedeutend für den Abschluss seines Studiums. In der Folge war er im Mai 2015 Teil des Team USA, das bei der Weltmeisterschaft die Bronzemedaille errang. Vesey absolvierte die Saison 2015/16 als Mannschaftskapitän der Harvard Crimson und kam auf 24 Tore und 22 Vorlagen in 33 Spielen. Zudem gewann er den prestigeträchtigen Hobey Baker Memorial Award als bester College-Spieler des Landes, dessen Finalist er bereits im Vorjahr gewesen war.

### NHL
Auch nach der Saison 2015/16 boten die Nashville Predators ihm einen entsprechenden Vertrag an, den Vesey allerdings ebenfalls ablehnte. Da die durch den NHL Entry Draft erhaltenen Spielerrechte nach vier Jahren erlöschen, bedeutete dies gleichzeitig, dass Vesey Mitte August 2016 zum Free Agent werden und mit allen NHL-Teams verhandeln dürfen würde. Trotzdem erwarben die Buffalo Sabres, die von Beginn an mit zu den Favoriten auf eine Verpflichtung Veseys gehandelt wurden, im Juni 2016 seine Spielerrechte von den Predators und schickten im Gegenzug ein Drittrunden-Wahlrecht für den NHL Entry Draft 2016 nach Nashville. Dadurch sicherten sich die Sabres vorerst die exklusiven Verhandlungsrechte mit ihm, wobei jedoch bis Mitte August kein entsprechender Kontrakt zustande kam. Mit Beginn der Free Agency verhandelte Vesey mit sieben weiteren Teams, die jeweils eine relative Nähe zu seiner Heimat Boston boten, namentlich den Boston Bruins, Chicago Blackhawks, New Jersey Devils, New York Islanders, New York Rangers, Pittsburgh Penguins und den Toronto Maple Leafs – initiales Interesse hatten weitaus mehr Franchises bekundet, so galt der Angreifer als einer der begehrtesten Free Agents dieses Sommers.
Am 19. August 2016 unterzeichnete Vesey schließlich einen Einstiegsvertrag bei den New York Rangers, zu deren NHL-Aufgebot er mit Beginn der Saison 2016/17 gehört. Am 17. Oktober 2016 gelang ihm im Spiel gegen die San Jose Sharks sein erstes Tor in der NHL. Insgesamt verbrachte Vesey drei Spielzeiten bei den Rangers und stellte mit 35 Punkten in der Saison 2018/19 einen persönlichen Rekord auf. Anfang Juli 2019 wurde er im Tausch für ein Drittrunden-Wahlrecht im NHL Entry Draft 2021 zu den Buffalo Sabres transferiert. In Buffalo wiederum wurde sein auslaufender Vertrag nach der Spielzeit 2019/20 nicht verlängert, sodass er sich im Oktober 2020 als Free Agent den Toronto Maple Leafs anschloss. Diese setzten ihn im März 2021 auf die Waiverliste, von wo er von den Vancouver Canucks verpflichtet wurde. Dort beendete er die Saison 2020/21, ehe sein Vertrag im Sommer 2021 nicht verlängert wurde. Im Oktober 2021 erhielt der Stürmer nach einem erfolgreichen Probetraining einen Einjahresvertrag bei den New Jersey Devils. Auf die gleiche Weise kehrte er im Oktober des darauffolgenden Jahres zu den New York Rangers zurück.
Im März 2025 wurde Vesey samt Ryan Lindgren und den Rechten an Hank Kempf an die Colorado Avalanche abgegeben. Im Gegenzug erhielten die Rangers Calvin de Haan, Juuso Pärssinen und ein Zweitrunden- sowie ein Viertrunden-Wahlrecht im NHL Entry Draft 2025. Das Engagement endete mit Veseys auslaufendem Vertrag zum Saisonende.

### Europa
Nachdem der Stürmer bis Anfang August 2025 keinen neuen Arbeitgeber in der NHL gefunden hatte, schloss er sich dem Genève-Servette HC aus der Schweizer National League an – seine erste Station im europäischen Ausland. Er unterzeichnete dort einen Zweijahresvertrag.

## Erfolge und Auszeichnungen
| - 2013 Ivy League Rookie of the Year - 2013 ECAC All-Rookie Team - 2015 Whitelaw-Cup-Gewinn mit der Harvard University - 2015 ECAC Player of the Year | - 2015 ECAC First All-Star Team - 2016 Big Ten Conference First All-Star Team - 2016 NCAA East First All-American Team - 2016 Hobey Baker Memorial Award |

### International
- 2013 Goldmedaille bei der U20-Junioren-Weltmeisterschaft
- 2015 Bronzemedaille bei der Weltmeisterschaft

## Karrierestatistik
Stand: Ende der Saison 2024/25

### International
Vertrat die USA bei:
- U20-Weltmeisterschaft 2013
- Weltmeisterschaft 2015

(Legende zur Spielerstatistik: Sp oder GP = absolvierte Spiele; T oder G = erzielte Tore; V oder A = erzielte Assists; Pkt oder Pts = erzielte Scorerpunkte; SM oder PIM = erhaltene Strafminuten; +/− = Plus/Minus-Bilanz; PP = erzielte Überzahltore; SH = erzielte Unterzahltore; GW = erzielte Siegtore; 1 Play-downs/Relegation; Kursiv: Statistik nicht vollständig)

## Familie
Jimmys Vater, Jim Vesey, war ebenfalls als Eishockeyprofi tätig und kam unter anderem in der National Hockey League auf 15 Einsätze für die Boston Bruins und St. Louis Blues. Seit 2015 ist er als Scout bei den Toronto Maple Leafs tätig. Darüber hinaus ist auch Jimmys jüngerer Bruder, Nolan Vesey (* 1995), im Eishockeysport aktiv und wurde von den Toronto Maple Leafs im NHL Entry Draft 2014 an 158. Position ausgewählt.

## Sonstiges
Am 11. November 2017 verlor Vesey bei einem Zusammenstoß mit dem Schlittschuh seines Gegenspielers Zack Kassian (Edmonton Oilers) mehrere Zähne. Er setzte das Spiel mit Vollvisierhelm nach kurzer Behandlung fort. Bei Röntgenaufnahmen stellte sich heraus, dass die Zähne sich noch in der Unterlippe befanden.